# Bönigen
Bönigen est une commune suisse du canton de Berne, située dans l'arrondissement administratif d'Interlaken-Oberhasli.

## Géographie

### Situation

Photo aérienne par Walter Mittelholzer (1925).

Bönigen se trouve dans l'arrondissement administratif d'Interlaken-Oberhasli, dans le canton de Berne. Le village de Bönigen se situe à l'embouchure de la Lütschine dans le lac de Brienz, au pied de la Schynige Platte et de la Rotenfluh.
Le territoire de Bönigen mesure 15,12 km2. Lors du relevé de 2013-2018, les surfaces d'habitations et d'infrastructures représentaient 6,1 % de sa superficie, les surfaces agricoles 16,5 %, les surfaces boisées 58,0 % et les surfaces improductives 19,2 %.
|                                  | Lac de Brienz         |               |
| Interlaken Matten bei Interlaken | Bönigen               | Iseltwald     |
| Wilderswil                       | Matten bei Interlaken | Gündlischwand |

### Transports
Une ligne de chemin de fer entre la Gare d'Interlaken-Est et Bönigen a été ouverte le 1er juillet 1874. Le 1er janvier 1900 la compagne Bödelibahn est incorporée à la Thunerseebahn puis le 1er juillet 1913 à la compagnie du BLS. Elle a été électrifiée 21 août 1920. Ce tronçon a été fermé le 31 mai 1969.
La commune de Bönigen est desservie par une ligne de bus CarPostal N:103.

## Histoire
Un four à chaux a été découvert sur le chemin d'Iseltwald. Le village est établi d'abord sur le cône de déjection du Hauetenbach, à l'abri des inondations. Il s'agrandit le long de la route d'Interlaken et vers une zone marécageuse (Im Sand) après la correction de la Lütschine (XVIIIe siècle) et l'abaissement du niveau du lac de Brienz (vers 1860). Bönigen est un fief d'Empire des barons von Eschenbach, qui le louent puis donnent, avec Iseltenalp et Künzlenalp, au couvent d'Interlaken (1261/1275). Le village est mêlé à tous les soulèvements de l'Oberland bernois : les gens de l'Oberhasli y sont battus en 1330 par les Weissenburg ; Bönigen se révolte inutilement en 1349 contre le couvent d'Interlaken et refuse la Réforme protestante en 1528. Après la sécularisation du couvent (1528), le village est rattaché au bailliage bernois d'Interlaken.
Une chapelle (dans le quartier de Chappeli) est démolie après 1528. Au spirituel, Bönigen relève de la paroisse de Gsteig-Interlaken, mais possède depuis 1957 une église pour ses paroissiens et ceux d'Iseltwald. La population accueille favorablement en 1814 et 1836 l'idée d'un canton de l'Oberland. Une forêt de la bourgeoisie (Brandwald) est remise en 1812 à l'Etat de Berne. La séparation entre la commune bourgeoise et la commune d'habitants remonte à 1860/1861. Les deux forment ensuite une commune mixte de 1900 à 1999, puis la bourgeoisie redevient indépendante. Bönigen fait partie du bailliage (Oberamt, 1803-1830), puis district d'Interlaken (1831-2009).

## Démographie

### Évolution de la population
La commune compte 2 655 habitants au 31 décembre 2023 pour une densité de population de 176 hab/km2. Sur la période 2010-2019, sa population a augmenté de 3,4 % (canton : 6,1 % ; Suisse : 9,4 %).  

### Pyramide des âges
En 2023, le taux de personnes de moins de 30 ans s'élève à 28,6 %, au-dessous de la valeur cantonale (29,9 %). Le taux de personnes de plus de 60 ans est quant à lui de 32,1 %, alors qu'il est de 28,9 % au niveau cantonal.
La même année, la commune compte 1 331 hommes pour 1 324 femmes, soit un taux de 50,1 % d'hommes, supérieur à celui du canton (49,1 %).
| Hommes | Classe d’âge | Femmes |
| ------ | ------------ | ------ |
| 0,7    | 90 ans ou +  | 1,9    |
| 10,6   | 75 à 89 ans  | 10,6   |
| 19,3   | 60 à 74 ans  | 21,0   |
| 21,7   | 45 à 59 ans  | 19,7   |
| 18,0   | 30 à 44 ans  | 19,5   |
| 14,7   | 15 à 29 ans  | 14,4   |
| 15,1   | - de 14 ans  | 13,0   |

| Hommes | Classe d’âge | Femmes |
| ------ | ------------ | ------ |
| 0,7    | 90 ans ou +  | 1,6    |
| 8,8    | 75 à 89 ans  | 11,0   |
| 17,6   | 60 à 74 ans  | 18,1   |
| 21,0   | 45 à 59 ans  | 20,4   |
| 20,9   | 30 à 44 ans  | 20,2   |
| 15,9   | 15 à 29 ans  | 14,9   |
| 15,1   | - de 14 ans  | 13,8   |

## Patrimoine bâti
Village bien conservé, avec un remarquable ensemble de constructions traditionnelles. La partie la plus ancienne de l'agglomération se trouve sur un cône de déjection, hors de la zone inondable par la Lütschine. Après la canalisation de la Lütschine au XVIIe siècle, le village s'est également développé en direction de l'ouest.